# 萊克約翰納鎮區 (明尼蘇達州波普縣)
萊克約翰納鎮區（英語：Lake Johanna Township）是位於美國明尼蘇達州波普縣的一個行政鎮區。

## 地方資料
萊克約翰納鎮區的面積為92.85平方千米，當中陸地面積為85.42平方千米，而水域面積為7.43平方千米。根據2020年美國人口普查的數據，當地共有人口124人，而人口密度為每平方千米1.34人。